# Live at the Loft & More
Live at the Loft & More - album amerykańskiej wokalistki Rachael Yamagata, wydany nakładem wytwórni Sony BMG w 2005 roku. Za produkcję albumu odpowiedzialny jest Kevin Salem, z wyjątkiem utworu River wyprodukowanego przez Johna Alagię. Album z początku był dostępny tylko w Japonii, by potem pojawić się na rynku w Stanach Zjednoczonych i Anglii.

## Lista utworów
1. "Be Be Your Love" (live at The Loft) – 4:44
2. "These Girls/Would You Please" (live at The Loft) – 10:39
3. "Reason Why" (live at The Loft) – 5:25
4. "River" – 4:25

## Wersja promocyjna
Life at the loft to inna wersja EP'ki Live at the Loft & More, która nie została udostępniona do sprzedaży i służyła tylko w celach promocyjnych wytwórni Sony BMG w 2004 roku. Album został nagrany w XM Performance Theater w Waszyngtonie, a za produkcję ponownie odpowiadał Kevin Salem.

### Lista utworów
1. "Sunday Afternoon"
2. "Worn Me Down"
3. "These Girls / Would You Please" (Medley)
4. "Be Be Your Love"
5. "Paper Doll"